# Vesna Mikolič
Vesna Mikolič, slovenska jezikoslovka, slovenistka, italijanistka, *25. februar 1965, Koper
Vesna Mikolič je redna profesorica in znanstvena svetnica na Znanstveno-raziskovalnem središču Koper (ZRS KP), kjer je predstojnica Inštituta za jezikoslovne študije, in na Katedri za slovenski jezik in književnost Oddelka za humanistične študije Univerze v Trstu. Je avtorica več znanstvenih del s področja družbenega jezikoslovja, ukvarja se zlasti z jezikom in kulturo, jezikovno politiko, etnično identiteto, medkulturno pragmatiko, nenasilno komunikacijo, pomenoslovjem, terminologijo, analizo diskurza v znanosti, turizmu in literaturi ter literarno pragmatiko. 

## Življenje in delo
Vesna Mikolič (roj. Gomezel) je leta 1989 diplomirala iz slovenskega in italijanskega jezika s književnostjo na Filozofski fakulteti Univerze v Ljubljani, kjer je leta 2001 tudi magistrirala in leta 2003 doktorirala iz jezikoslovja z disertacijo Jezik kot odraz etnične ozaveščenosti v narodnostno mešanem prostoru Slovenske Istre. Med podiplomskim študijem je prejela enoletno štipendijo Univerze v Trstu (IT) za raziskavo Nacionalna zavest in sporazumevalna zmožnost v multikulturni družbi in štipendijo za izpeljavo projekta Slovensko-kanadske univerzitetne povezave na Okanagan University College (Kelowna, BC, Kanada).
Po poučevanju slovenskega in italijanskega jezika na Srednji ekonomski in družboslovni šoli v Kopru in Gimnaziji Koper (1988–1993) je nekaj let opravljala dela urednice na Založbi Lipa in samostojne strokovne delavke za organizacijo kulturnih prireditev pri Zvezi kulturnih organizacij v Kopru. Bila je članica prvega uredniškega odbora znanstvene revije Annales, kjer sodeluje še danes. Kmalu po ustanovitvi Znanstveno-raziskovalnega središča se je l. 1997 tam zaposlila in bila vodja več nacionalnih in mednarodnih projektov. Sodelovala je pri ustanavljanju Fakultete za humanistične študije, kjer je vzpostavila tudi študijski program slovenistike, med letoma 2004 in 2012 pa je bila dekanja fakultete. S predavanji je gostovala na več tujih univerzah (Reka in Zagreb – HR, Kelowna – CAN, Bielsko-Biała – PL, Tokyo – JAP, Sarajevo – BiH, Moskva – RUS, Novi Sad – Srbija, Trst – Italija).
Bila je vodja programskih odborov več mednarodnih znanstvenih konferenc (bienalnih konferenc Slovenski jezik v stiku in konference ob začetku predsedovanja Slovenije Evropski uniji in Evropskega leta medkulturnega dialoga Medkulturni dialog kot temeljna vrednota EU), sodelovala je v programskih odborih bienalnih konferenc Dialekti v stiku, Obdobja, Konteksti, 23. slovenskega slavističnega kongresa Slavistika v regijah — Koper idr. Ukvarja se tudi s poučevanjem slovenščine kot drugega/tujega jezika; od leta 1994 dalje sodeluje pri projektu Poletni tečaji slovenskega jezika na Slovenski obali HALO, TUKAJ SLOVENSKI MEDITERAN, ki ga je tudi sama zasnovala. Bila je tudi ustanoviteljica MEediteranske poletne šole Teoretske in Aplikativne humanistike META humanistika na UP FHŠ.
Je članica uredniškega odbora več mednarodnih znanstvenih revij: Annales: Anali za istrske in mediteranske študije (Koper), znanstvene revije za teoretsko in uporabno jezikoslovje in literaturo Colloquium (Celovec) in Croatian Journal of Education (Zagreb). Je sourednica knjižne zbirke Pont v sozaložništvu založbe Beletrina in Annales ZRS Koper. 
Je podpredsednica Slovenske matice, kjer je tudi članica Upravnega odbora in vodja Odseka za slovenski jezik ter urednica zbirke ponatisov Cankarjevih del. Je članica Upravnega odbora Slovenskega centra PEN in Ženskega odbora SC PEN Mira. Je predsednica Slavističnega društva Koper in podpredsednica Društva za uporabno jezikoslovje. Prav tako je oz. je bila članica različnih strokovnih komisij in društev doma in v tujini, med drugim Strokovnega sveta Zlati kamen, Sveta JAK, strokovnih komisij za področje knjige in bralne kulture pri MK, programskega odbora RTV Slovenija za italijanski narodnostni program idr.

## Nagrade in priznanja
- Študentska Prešernova nagrada Filozofske fakultete za diplomsko delo.
- Nagrada Sklada za znanstveno odličnost Univerze na Primorskem za leto 2010.
- Nagrada ZRS Koper za vrhunske znanstvene dosežke »Glasnik znanosti« v letu 2017.

## Izbrana bibliografija
- Jezik v zrcalu kultur: jezikovna sporazumevalna zmožnost in (med)etnična ozaveščenost v Slovenski Istri. Koper 2004.
- Med kulturami in jeziki = Tra lingue e culture. V  soavtorstvu z N. Zudič Antonič in S. Pertot. Koper 2006.
- Slovenski jezik v stiku: sodobne usmeritve večjezičnega in manjšinskega izobraževanja (ur. skupaj s S. Novak-Lukanovič). Ljubljana 2011.
- Turizem kot medkulturni dialog (ur. skupaj z A. Brezovec).  Portorož 2010.
- Jezikovni korpusi v medkulturni komunikaciji (ur.). Koper 2009.
- Medkulturni dialog kot temeljna vrednota EU = Intercultural dialogue as the fundamental value of the EU (ur. skupaj s K. J. Kozakom). Koper 2008.
- Slovenščina in njeni uporabniki v luči evropske integracije (ur. skupaj s K. Marc Bratina). Koper 2005.
- Bosansko-slovenski slovar (redaktorica). Sarajevo, Ljubljana 2014
- Govor turizma. Koper 2015.
- Ethnic Identity and Intercultural Awareness in Modern Language Teaching: Tilka Model for Ethnic Conflicts Avoidance. New York 2016.
- Izrazi moči slovenskega jezika (2019) je prva knjiga iz skupne knjižne zbirke Razsežnosti slovenstva Annales ZRS Koper in Slovenske matice, predstavlja tudi prvo celovito, inovativno in interdisciplinarno obravnavo moči slovenskega jezika, povezano z intenziteto jezika; ta je utemeljena kot jezikoslovno-pragmatična kategorija s slovničnim in slovarskim opisom njenih jezikovnih sredstev.
- Ali bereš Cankarja?. Ljubljana 2021.